# نیکولا اسپیس
نیکولا اسپیس (انگلیسی: Nicola Spieß؛ زادهٔ ۲۹ ژوئیهٔ ۱۹۵۸) اسکی‌باز آلپاین اهل اتریش است که در المپیک زمستانی سال ۱۹۷۶ شرکت کرد.